# Baai van Morfou

Panorama van de Baai van Morfou

De Baai van Morfou (Grieks: Κολπος Μορφου/Kolpos Morfou, Turks: Güzelyurt Körfezi) is een deel van de Middellandse Zee gelegen aan de noordwestzijde van het eiland Cyprus. De baai is vernoemd naar de nabijgelegen plaats  Güzelyurt/Morfou. Het gebied rond de Baai van Morfou herbergt een aantal historische sites zoals de antieke Griekse stad Soloi en het ruïnecomplex van het paleis van Vouni.
De Baai van Morfou vormt de westelijkste kustlijn van de zelfverklaarde Turkse Republiek Noord-Cyprus, die de baai claimt als zijn territoriale wateren. Behalve Turkije erkent de internationale gemeenschap echter niet het gezag van Turkse Republiek Noord-Cyprus over het door hen gecontroleerde deel van het eiland, inclusief de Baai van Morfou. Bij deze baai begon Turkije in december 1963 met het leveren van voorraden en reservisten om de Turks-Cyprioten te ondersteunen bij het etnische geweld tussen de Grieks- en Turks-Cyprioten.